# Герб Сетубала
Ге́рб Сету́бала — офіційний символ міста Сетубал, Португалія. Використовується як територіальний герб. У синьому щиті срібний замок із трьома баштами, пурпуровими вікнами і брамою. Він стоїть у морі з п'яти хвилястих смуг — трьох срібних і двох зелених, що перетинають підніжжя щита. У морі плавають три срібні риби. На хвилях перед замком стоять два чорні човни, обернені до брами, з чорними щоглами і срібними складеними вітрилами. У золотій главі щита пурпурова мушля морського гребінця, обабіч якої два пурпуові Яківські хрести. Щит увінчує срібна мурована міська корона з п'ятьма вежами.  Під щитом біла стрічка, на якій великими літерами напис португальською: «cidade de Setúbal» (місто Сетубал).  Офіційно затверджений 1922 року.  

## Галерея

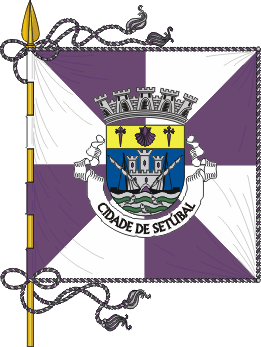
Прапор
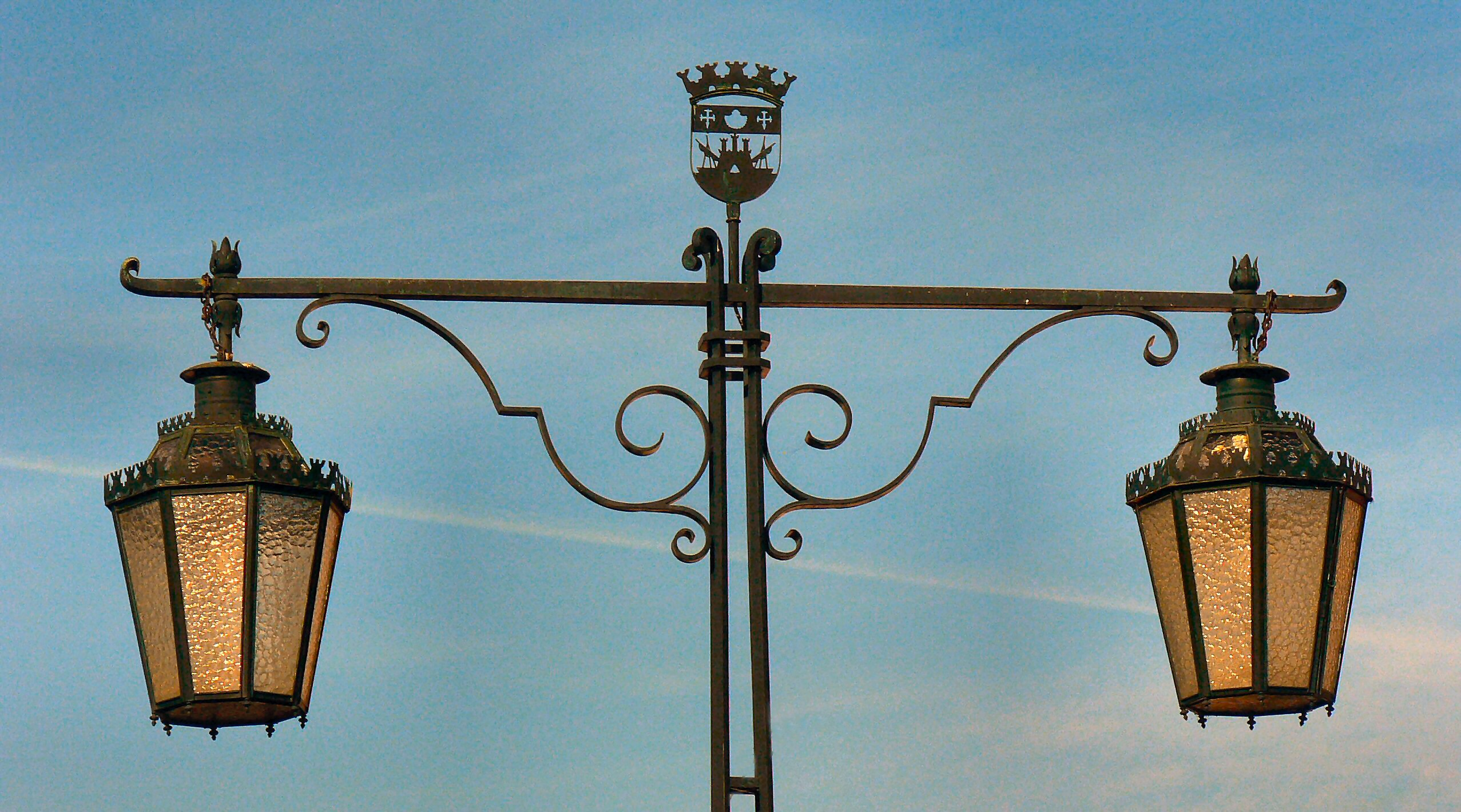
Герб на ліхтарі